# Kotorbugten
Kotorbugten (kroatisk, montenegrinsk, serbisk: Boka Kotorska, serbisk-kyrilisk: Бока Которска) er en 87 km² stor bugt (dog undertiden også omtalt som vig, golf eller fjord) beliggende ud til Adriaterhavet ved sydvestlige Montenegro og sydøstlige Kroatien. I virkeligheden er bugten en oversvømmet kløft dannet af elven Bokelj, der tidligere løb ned fra de høje plateauer på fjellet Orjen. Bugten, der undertiden kaldes Europas sydligste fjord, er sammen med byen Budva vigtige turistattraktioner i Montenegro.
Bugtens kyst har været beboet siden antikken og har flere velbevarede pittoreske byer fra middelalderen. De største byer ved bugten er Kotor, Tivat, Herceg Novi, Perast og Risan. Landområdet omkring Kotorbugten har en rig religiøs kulturarv med mange kirker og klostre, både katolske og ortodokse. Området er derfor regionens største pilgrimsdestination, ikke mindst grundet det katolske kloster Savina. I 1979 blev området ramt af af et jordskælv, der ødelagde mange kulturmonumenter. Kotorbugten er optaget på UNESCOs' verdensarvsliste.
Traditionelt har området omkring bugten været befolket af serbere og et mindretal kroater, og selv om nogle serbere i dag definerer sig som montenegrinere er Kotorbugten stadig et af de områder i landet, hvor koncentrationen af etniske serbere er størst.
Montenegro har planer om at bygge en bro over Kotorbugten, den såkaldte Verige-bro.
42°27′N 18°40′Ø / 42.45°N 18.67°Ø